# NGC 3782
NGC 3782 é uma galáxia espiral barrada (SBcd) localizada na direcção da constelação de Ursa Major. Possui uma declinação de +46° 30' 47" e uma ascensão recta de 11 horas, 39 minutos e 20,5 segundos.
A galáxia NGC 3782 foi descoberta em 5 de Fevereiro de 1788 por William Herschel.